# Aérodrome de Semur-en-Auxois
L’aérodrome de Semur-en-Auxois (code OACI : LFGQ) est un aérodrome civil, ouvert à la circulation aérienne publique (CAP), situé à 1,5 km au sud-est de Semur-en-Auxois dans la Côte-d'Or (région Bourgogne-Franche-Comté, France.
Il est utilisé pour la pratique d’activités de loisirs et de tourisme (aviation légère et aéromodélisme) ainsi que pour de la voltige.

## Histoire
L'aérodrome de Semur-en-Auxois a été créé au début du XXe siècle. 
Le « champ d’aviation », expression conservée jusqu’à ce jour a, au moins une signification littérale à Semur. Depuis des décennies, un Comice agricole traditionnel se déroule dans la ville en automne. Au début de ce siècle, il était l’occasion d’une manifestation retentissante et dès avant la Grande Guerre, les organisateurs déployaient des grands efforts de promotion. Ils associèrent, avec originalité, au Comice agricole des 16 et 17  septembre 1911 une fête aérienne. Cette époque semble constituer le départ de la vie aéronautique à Semur-en-Auxois.
Les 16 et 17 septembre : première fête d’aviation avec deux appareils pilotés par Daucourt sur Blériot et Laurens sur Déperdussin, organisée dans la région.

### 1913
Le colonel Dorand, responsable militaire de l’Aéronautique, fait construire au Champ d’aviation, dans un pré de 8 ha, un hangar de 400 m2 pour abriter les aéroplanes.
À la veille de la Première Guerre mondiale, le terrain d’aviation a déménagé. Des Champs- Pierres, on le retrouve au lieu-dit Moulin à Vent où  il se trouve actuellement.
Un hangar en pierres a été construit. Les autorités  militaires pratiquent cette nouvelle « station d’atterrissage ».
Semur ne fera pas qu’accueillir des personnages célèbres de l’aviation. La ville est aussi la patrie d’ Émile Dorand, né le 14 mai 1866. Ce polytechnicien après une carrière militaire à Madagascar, revient en France où il est embauché à l’Établissement d’aérostation de Chalais-Meudon en 1894.
Ses études sur les cerfs-volants le conduisent à améliorer les qualités aérodynamiques. Il analyse avec patience les problèmes du vol, se passionne pour la réalisation d’une machine volante, puis pour différents travaux : téléphotographie, méthodologie des essais en vol, hélices sustentatrices.

### 1914
Biplan militaire de Farman à Semur.
Septembre 1914, La foule se presse autour du biplan militaire M. Farman, avion blindé à moteur Renault 8 cylindres.
Lucienne Belvaux. Départ pour un baptême de l’air.

### 1916
En 1916, il met au point un avion biplan à hélice tractive doté d’un propulseur de 160 cv qui a été assemblé en série et engagé au combat. Nommé à la tête de la commission lnter-alliée de contrôle aéronautique jusqu’en 1921, il s’éteint à Paris en 1922.
Son fils René Dorand, baigne dès sa prime jeunesse dans une ambiance propice au développement d’une véritable passion pour l’aéronautique.
Ce futur pionnier des voilures tournantes est en 1924 engagé par la Société Bréguet.
Avec Louis Breguet, il met au point en 1933, le gyroplane (pilote d’essai Maurice Claisse) puis en 1937, les G10 et G20, en 1941 le G34.
En 1945, R. Dorand prend la direction de la division hélicoptère de la Société nationale de construction aéronautique du Centre (SNCAC) et s’intéresse à la mise au point du NC 2001 capable d’emporter cinq personnes jusqu’à sa disparition le 30 décembre 1981, jamais il n’a cessé ses recherches, avec I’ONERA, la NASA et a proposé même des améliorations pour les moteurs du Concorde.

### 1933
L’Aéro-Club obtient du ministre de l’Air une subvention destinée à l’acquisition de 15 ha de terrain pour créer un « terrain d’atterrissage, de tourisme et d’escale » dans une région souvent enveloppée de brume.

### 1935
L’Aéro-Club achète un avion et recrute un chef pilote qui instruit une vingtaine d’élèves.
Le 23 juin : fête aérienne d’inauguration du terrain. Ouverture à la CAP avec Michel Detroyat.

### 1941
Les occupants allemands détruisent l’appareil, récupèrent le cuivre du balisage de nuit et saccagent le club house. 

### 1946
Remise en état des installations avec les dommages de guerre.

### 1970
Création d’une piste en dur avec une nouvelle extension de l’aérodrome.

### 1986
L’Aéro-Club est classé premier aux épreuves nationales du « Jour le plus long » et premier au titre de l’efficacité pour la Bourgogne-Franche-Comté.

## Installations
L’aérodrome dispose de deux pistes orientées sud-nord (04/22) :
- une piste bitumée longue de 732 m et large de 25 m. Elle est dotée d’un balisage diurne et nocturne ;
- une piste en herbe longue de 620 m et large de 60 m, réservée aux aéronefs basés.

L’aérodrome n’est pas contrôlé. Les communications s’effectuent en auto-information sur la fréquence de 123,500 MHz. Il est agréé avec limitations pour le vol à vue (VFR) de nuit.
S’y ajoutent :
- une aire de stationnement ;
- des hangars ;
- une station d’avitaillement en carburant (100LL)[2].

## Activités
- Aéroclub de Semur-en-Auxois
- L'aéroclub organise des « portes ouvertes » au début de l'été pour faire découvrir les métiers de l'aviation et vous faire partagez la vie de pilote.